# Sext Juli Gabinià
Sext Juli Gabinià (en llatí Sextus Julius Gabinianus) va ser un retòric romà que va ensenyar retòrica a la Gàl·lia en temps de Vespasià.
No es coneix res de la seva vida ni de la seva obra, però Suetoni el menciona a De Claris, Rhetoribus i Tàcit en parla a Dialogus de oratoribus.